# Samariterstiftung
Die Samariterstiftung ist ein Anbieter sozialer Dienstleistungen in Baden-Württemberg. Die gemeinnützige Stiftung betreut an mehr als 30 Standorten in neun Landkreisen in Württemberg über 8.000 Menschen im Alter, mit Behinderung oder psychischer Erkrankung. Mehr als 3.300 Mitarbeiterinnen und Mitarbeiter arbeiten in den mehr als 60 Häusern, Einrichtungen und Diensten in den Regionen Böblingen, Esslingen, Göppingen, Heidenheim, Ostalb, Reutlingen, Schwäbisch Hall, Stuttgart und Tübingen. 
Rund zwei Drittel der Mitarbeitenden sind in der Altenhilfe tätig, knapp ein Drittel in der Eingliederungshilfe/Sozialpsychiatrie. Die Hauptverwaltung der Samariterstiftung ist in Nürtingen. Vorstandsvorsitzender der Samariterstiftung ist Hanspeter Brodbeck.
Die Stiftung ist Mitglied im Diakonischen Werk Württemberg.
Ein besonderes Anliegen der Samariterstiftung ist die Förderung des Bürgerengagements und des Sozialen Lernens. Die Häuser sind ein fester Bestandteil des sozialen Lebens der Gemeinden. Die Quartiersarbeit, also das Zusammenleben aller Generationen, unabhängig in welcher Lebenslage und ob mit oder ohne Einschränkung, wird gefördert. Ziel ist, alte, kranke und behinderte Menschen in das gesellschaftliche Leben in ihrer Gemeinde einzubeziehen (Siehe Soziale Inklusion). Dabei wird die Samariterstiftung von der Stiftung Zeit für Menschen unterstützt.
Die Samariterstiftung bietet Plätze für den Bundesfreiwilligendienst und das Freiwillige Soziale Jahr an.
Seit 1946 und 1947 betreibt die Samariterstiftung auf dem Gelände der ehemaligen Tötungsanstalt Grafeneck eine Einrichtung der Behindertenhilfe und der Sozialpsychiatrie.